# Wendy Worthington
Wendy Worthington (* 17. September 1954 im Memphis, Tennessee) ist eine US-amerikanische Theater- und Filmschauspielerin.

## Leben
Wendy Worthington spielte Theater und wurde ab Mitte der 1990er Jahre regelmäßig für kleinere Rollen in Film und Fernsehen gebucht, so wirkte sie in knapp 100 Produktionen mit.
1999 spielte sie die Frauenrecht-Anwältin „Margaret Camaro“ in der Serie Ally McBeal.
2015/2016 spielte sie „Madame Morrible“ auf der Tournee des Musicals Wicked.

## Filmografie (Auswahl)
- 1997: Im Jenseits sind noch Zimmer frei (Tower of Terror)
- 1999: Ally McBeal (Fernsehserie, 4 Folgen)
- 2004: Total verknallt in Tad Hamilton (Win a Date with Tad Hamilton)
- 2006–2007: Desperate Housewives (Fernsehserie, 3 Folgen)
- 2008: Der fremde Sohn (Changeling)
- 2008–2009: Ghost Whisperer – Stimmen aus dem Jenseits (Ghost Whisperer, Fernsehserie, 4 Folgen)
- 2009: The Canyon
- 2012–2015: Bones – Die Knochenjägerin (Bones, Fernsehserie, 5 Folgen)
- 2021: Deep in the Forest